# Attila Richard Lukacs
Attila Richard Lukacs (* 1962 in Edmonton, Alberta) ist ein zeitgenössischer kanadischer Maler und Zeichner.

## Leben und Werk
Die Eltern des Künstlers emigrierten nach dem Ungarischen Volksaufstand 1956 nach Kanada, wo der 1962 in der Provinz Alberta geborene Attila Richard Lukacs in Calgary die Schule besuchte. Lukacs studierte zunächst bildenden Künste am Emily Carr Institute of Art and Design in Vancouver. Bereits während des Studiums hatte er 1983 in der dortigen Unit Pitt Gallery seine erste Einzelausstellung. Zu sehen waren neben gemalten Lammkeulen, Schnitzeln und Steaks auch gespaltene und aufgespießte Männerleiber. Opfer stellten auch in seinem kommenden Schaffen das Hauptmotiv dar. Die Bilder des 21-jährigen Künstlers bezeichnete ein Kritiker der Ausstellung als „Bilderstürmerei eines Punks“. Nach Abschluss seines Studiums der bildenden Künste am Emily Carr Institute of Art and Design in Vancouver folgte er einer Einladung ihn das Künstlerhaus Bethanien und zog 1986 nach Berlin.

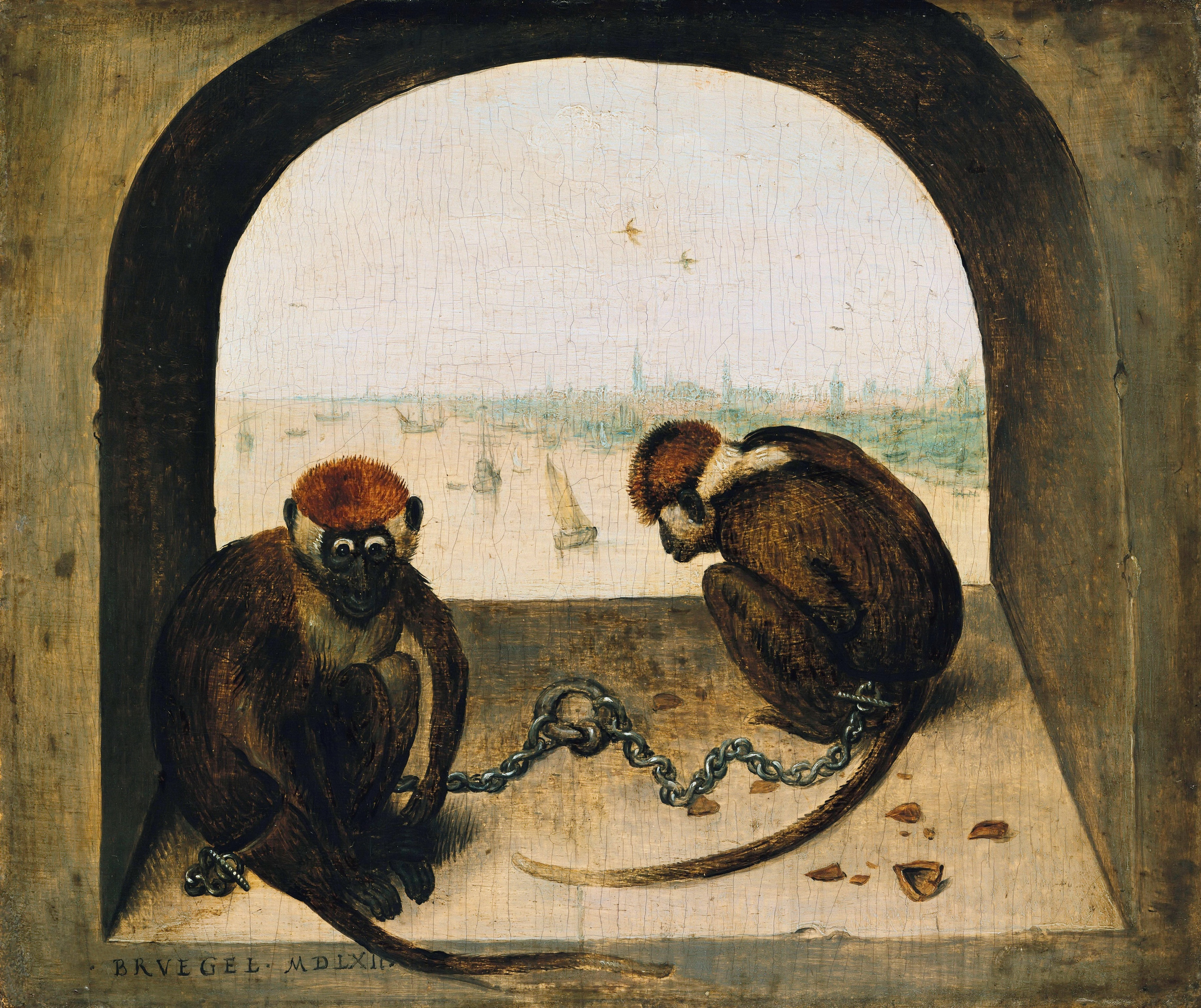
Pieter Bruegel d. Ä.: Zwei Affen Vorlage für Lukacs versteckte Selbstporträts

In den Berliner Jahren entstand seine Serie mit lebensgroßen Darstellungen von Skinheads. Robert Mayor merkt hierzu an: „Wir werden mit dieser unangenehmen Mischung von Sexualität und Aggression konfrontiert, die anzieht, fasziniert und gleichzeitig abstößt und dabei eine angespannte und zwiespältige Distanz zwischen Betrachter und Werk schafft. Diese Kombination von Missbehagen und Engagement sind uns von den Werken Genets und den Filmen Buñuels vertraut, aber sie gehen uns um nichts weniger unter die Haut“. Scott Watson sieht in diesen Männerdarstellungen zudem Parallelen zum literarischen Werk von Mishima, den Bildern von Gilbert und George und den Filmen Derek Jarmans. Michael Haerdter bezeichnete diese Werke als „seltsame Innenräume bevölkert von lebensgroßen Gestalten, Opfern und Rächern, die verstrickt sind in erotische Rituale des Schmerzes, der Erniedrigung, der Strafe - eine post-katholische, eine homoerotische Welt der Herrschaft und der Unterwerfung“. Zu dieser Skinheadserie gehörte auch der Beitrag des Künstlers zur DOCUMENTA IX 1992 in Kassel. Lukacs stellte seine Arbeiten während der Kunstausstellung in der Karlsaue in einem eigenen Pavillon aus. Hierzu funktionierte er eine öffentliche Berliner Toilette (Café Achteck) zu Ausstellungszwecken um und zeigte im Inneren seine Werke. Neben den lebensgroßen Männerdarstellungen taucht in den Berliner Jahren wiederholt ein von Pieter Bruegel inspiriertes Affenmotiv in den Bildern von Lukacs auf. Lukacs erklärte selbst hierzu: „Die Gemälde mit den Affen haben eher mit meiner eigenen Psyche zu tun. Das Bild des Affen ist direkt von flämischer Tradition überliefert, in der das Bild den Künstler darstellt.“
1996 übersiedelte der Künstler nach New York City und wandte sich verstärkt amerikanischen Themen zu. Neben Sportlern waren vor allem junge Armeeangehörige und ihre Ausbildung fortan seine Themen. Nach den Terroranschlägen am 11. September 2001 zog Lukacs auf die Hawaii-Insel Maui. Hier entstand neben weiteren Gemälden, die oftmals von fernöstlicher Kunst beeinflusst sind, auch eine Serie mit bemalten Surfbrettern.
Der Künstler ist seit 1997 Mitglied der Royal Canadian Academy of Arts. 2004 entstand unter der Regie von David Vaisbord der Dokumentarfilm „Drawing Out the Demons“ über Attila Richard Lukacs. Werke von Lukacs befinden u. a. sich in den Sammlungen folgender Museen: Nickle Arts Museum (Calgary), National Gallery of Canada (Ottawa), Musée d’Art Contemporain (Montreal) und Museum van Hedendaagse Kunst (Gent).

## Einzelausstellungen (Auswahl)
- 2005 National Gallery of Canada, Ottawa
- 2002 Galerie Schedler, Zürich, Flowers
- 2000 Galerie Schedler, Zürich, Paperworks
- 1998 Galerie Schedler, Zürich (Heads, Katalog)
- 1995 The Nickle Arts Museum, Calgary
- 1994 Musée d’Art Contemporain de Montreal, Montreal
- 1988 Künstlerhaus Bethanien, Berlin
- 1983 Unit Pitt Gallery, Vancouver

## Ausstellungsbeteiligungen (Auswahl)
- 1992 DOCUMENTA IX, Kassel
- 1991 The National Museum of Contemporary Art, Seoul International Art Festival, Seoul
- 1987 Art Cologne 87, Köln